# Trampolino Gigante del Corno d'Aola
Il Trampolino Gigante del Corno d’Aola, originariamente chiamato Trampolino del Littorio, è un ex trampolino per il salto con gli sci, situato a Ponte di Legno, in provincia di Brescia.
Situato ad un'altitudine di 1258 m s.l.m., il trampolino fu realizzato completamente sul terreno naturale delle pendici del Corno d'Aola e aveva un punto K di 90 metri.
Pur essendo in disuso dal 1966, rimane uno dei più grandi trampolini realizzati in Italia, dopo quelli di Pragelato e di Predazzo. Il trampolino è di proprietà dello Sci Club Ponte di Legno.

## Storia
Il "Trampolino del Littorio" venne costruito nel 1928 sulle pendici del Corno d'Aola a Ponte di Legno, di cui fu una delle maggiori attrazioni turistiche fino a quando non fu dismesso. L'inaugurazione avvenne il 24 febbraio 1929 (la madrina fu Edda Mussolini) con una gara internazionale di salto, alla presenza di circa 20.000 spettatori.

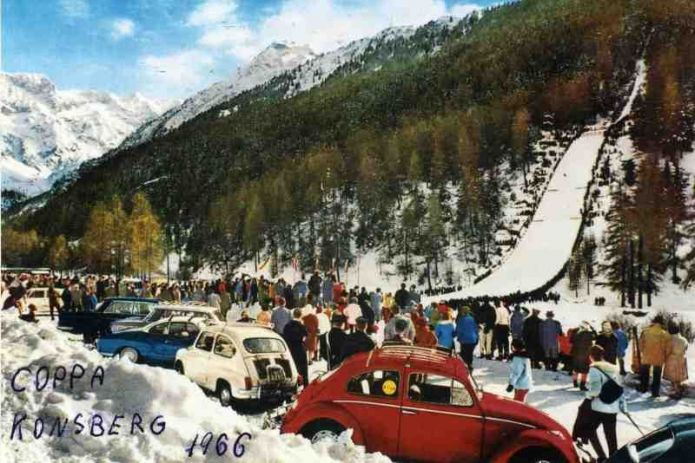
La coppa Konsberg 1966 a Ponte di Legno, ultima gara disputata sul Trampolino Gigante del Corno d'Aola

Il 17 marzo 1935 il saltatore svizzero Fritz Kainersdörfer saltò 99,5 metri, fissando il nuovo record del mondo di salto su questo trampolino; lo stesso giorno il norvegese Olav Ulland saltò 103,5 metri, ma cadde durante l'atterraggio e il risultato non fu convalidato.
Dopo la seconda guerra mondiale, il nome del trampolino fu cambiato in "Trampolino Gigante" e furono costruiti anche due trampolini più piccoli per gli allenamenti (K60 e K30). La pista fu rivestita di plastica, per consentire i salti anche nella stagione estiva.
L'impianto rimase in funzione fino al 1966, quando venne realizzata l'ultima gara internazionale della Coppa Kongsberg, vinta dal tedesco occidentale Henrik Ohlmeyer.
Pur rimanendo inutilizzato per moltissimi anni, il terreno non è stato distrutto. Nell'agosto 2011, in occasione delle celebrazioni del 100º anniversario di fondazione dello Sci Club Ponte di Legno (proprietario dell'impianto), la pista di atterraggio è stata ripristinata.

## Record
Fu il trampolino italiano in cui venne realizzato nel 1936 il primo salto italiano oltre i 100 metri, compiuto da Bruno Da Col, la cui impresa di 100,5 m fu premiata con dalla medaglia d'oro al valore atletico conferitagli da Benito Mussolini. All'epoca, il primato mondiale di 101,5 metri era stato da poco conquistato dall'austriaco Josef Bradl a Planica.
Nel 1966 dal saltatore Giacomo Aimoni riuscì a volare per 109 metri.
L'ultimo record del trampolino di 110,5 metri fu fatto registrare dall'austriaco Henrik Ohlmeyer e da Bruno Da Col, anche se Giacomo Aimoni rivendica di essere arrivato fino a 114 metri in allenamento (risultato non convalidato).